# Kanton Valence-2
Der Kanton Valence-2 ist seit 1973 ein französischer Wahlkreis im Arrondissement Valence, im Département Drôme und in der Region Auvergne-Rhône-Alpes; sein Hauptort ist Valence.
Der Kanton Valence-2 bestand vor 2015 nur aus dem südlichen Teil der Stadt Valence und hatte 15.001 Einwohner (2006).

## Gemeinden
Der Kanton besteht aus vier Gemeinden und Gemeindeteilen mit insgesamt 30.617 Einwohnern (Stand: 2022) auf einer Gesamtfläche von 91,45 km²:
| Gemeinde         | Einwohner 1. Januar 2022 | Fläche km² | Dichte Einw./km² | Code INSEE | Postleitzahl |
| ---------------- | ------------------------ | ---------- | ---------------- | ---------- | ------------ |
| Chabeuil         | 6.860                    | 41,07      | 167              | 26064      | 26120        |
| Malissard        | 3.303                    | 10,17      | 325              | 26170      | 26120        |
| Montélier        | 4.284                    | 24,76      | 173              | 26197      | 26120        |
| Valence          | 16.170                   | 15,45      | 1.047            | 26362      | 26000        |
| Kanton Valence-2 | 30.617                   | 91,45      | 335              | 2616       | –            |

1. ↑   Nur der südwestliche Teil der Gemeinde, der Rest verteilt sich auf die Kantone Valence-1, Valence-3 und Valence-4.